# Deux Filles d'aujourd'hui
Pour plus de détails, voir Fiche technique et Distribution.
Deux Filles d'aujourd'hui (Career Girls) est un film britannique réalisé par Mike Leigh sorti en 1997.

## Synopsis
Deux amies, Hannah, grande fille exubérante à l'ironie mordante, et Annie, discrète et complexée, se retrouvent après s'être perdues de vue pendant plusieurs années. C'est l'occasion pour elle de faire le point sur leur vie tout en évoquant leurs souvenirs communs de l'époque où, étudiantes, elle partageaient un appartement

## Fiche technique
- Titre : Deux Filles d'aujourd'hui
- Titre original : Career Girls
- Réalisation et scénario : Mike Leigh
- Production : Thin Man Films
- Distribution : Ciby Distribution
- Date de sortie :
  - France : 17 septembre 1997

## Distribution
- Katrin Cartlidge : Hannah
- Lynda Steadman : Annie
- Kate Byers : Claire
- Mark Benton : Richard (Ricky) Burton
- Joe Tucker : Adrian